# هنري ر. جيبسون
هنري ر. جيبسون (بالإنجليزية: Henry R. Gibson)‏ هو قاضي ومحامي وسياسي أمريكي، ولد في 24 ديسمبر 1837 في الولايات المتحدة، وتوفي في 25 مايو 1938 في واشنطن العاصمة في الولايات المتحدة. حزبياً، نشط في الحزب الجمهوري. وقد انتخب عضو مجلس نواب تينيسي وانتخب عضو مجلس ولاية تينيسي وانتخب عضو مجلس النواب الأمريكي.